# بازرس نیروی هوایی آلمان
بازرس نیروی هوایی آلمان (انگلیسی: Inspector of the Air Force) فرمانده نیروی هوایی آلمان، لوفت‌وافه، است، که مسئولیت آمادگی پرسنل و تجهیزات در نیروی هوایی آلمان را برعهده دارد و در این وظیفه مستقیماً به وزیر دفاع فدرال گزارش می‌دهد. بازرس فعلی هولگر نویمان است که در ۲۷ مه ۲۰۲۵ منصوب شده است.
ستاد بازرس نیروی هوایی در گاتو، برلین مستقر است، که زیر نظر بازرس کل بوندس‌وهر فعالیت می‌کنند و عضو شورای دفاع برای امور کل بوندس‌وهر هستند. بازرس و جانشین بازرس نیروی هوایی در زمان تصدی سمت، درجه سپهبدی دارند، اگرچه بازرس اول، یوزف کامهوبر، یک استثنا بود و به عنوان پاداش تلاش‌هایش برای ایجاد یک لوفت‌وافه جدید آلمان، درجه ژنرال (۴ ستاره) را دریافت کرد.